# 200 mètres masculin aux Jeux olympiques d'été de 2000 (athlétisme)
Navigation
Atlanta 1996 Athènes 2004
L'épreuve du 200 mètres masculin aux Jeux olympiques de 2000 s'est déroulée les 27 et 28 septembre 2000 au Stadium Australia de Sydney, en Australie. Elle a été remportée par le Grec Konstantínos Kentéris.

## Résultats

### Finale
| Rang               | Athlète             | Pays              | Temps   | Note |
| ------------------ | ------------------- | ----------------- | ------- | ---- |
| Médaille d'or      | Konstadínos Kedéris | Grèce             | 20 s 09 | NR   |
| Médaille d'argent  | Darren Campbell     | Royaume-Uni       | 20 s 14 |      |
| Médaille de bronze | Ato Boldon          | Trinité-et-Tobago | 20 s 20 |      |
| 4                  | Obadele Thompson    | Barbade           | 20 s 20 |      |
| 5                  | Christian Malcolm   | Royaume-Uni       | 20 s 23 |      |
| 6                  | Claudinei da Silva  | Brésil            | 20 s 28 |      |
| 7                  | Coby Miller         | États-Unis        | 20 s 35 |      |
| 8                  | John Capel          | États-Unis        | 20 s 49 |      |

#### Demi Finale 1
| Rang | Athlète              | Pays              | Temps   | Note |
| ---- | -------------------- | ----------------- | ------- | ---- |
| 1    | John Capel           | États-Unis        | 20 s 10 | Q    |
| 2    | Christian Malcolm    | Royaume-Uni       | 20 s 19 | Q    |
| 3    | Ato Boldon           | Trinité-et-Tobago | 20 s 20 | Q    |
| 4    | Obadele Thompson     | Barbade           | 20 s 21 | Q    |
| 5    | Christopher Williams | Jamaïque          | 20 s 47 |      |
| 6    | Stéphane Buckland    | Maurice           | 20 s 56 |      |
| 7    | Francis Obikwelu     | Nigeria           | 20 s 71 |      |
| 8    | Tommi Hartonen       | Finlande          | 20 s 88 |      |

#### Demi Finale 2
| Rang | Athlètes            | Pays                       | Temps   | Note |
| ---- | ------------------- | -------------------------- | ------- | ---- |
| 1    | Konstadinos Kederis | Grèce                      | 20 s 20 | Q    |
| 2    | Darren Campbell     | Royaume-Uni                | 20 s 23 | Q    |
| 3    | Claudinei da Silva  | Brésil                     | 20 s 30 | Q    |
| 4    | Coby Miller         | États-Unis                 | 20 s 45 | Q    |
| 5    | Kim Collins         | Saint-Christophe-et-Niévès | 20 s 57 |      |
| 6    | Floyd Heard         | États-Unis                 | 20 s 63 |      |
| 7    | Kōji Itō            | Japon                      | 20 s 67 |      |
| 8    | Shingo Suetsugu     | Japon                      | 20 s 69 |      |

#### Quart de Finale 1
| Rang | Athlètes            | Pays              | Temps   | Note |
| ---- | ------------------- | ----------------- | ------- | ---- |
| 1    | Darren Campbell     | Royaume-Uni       | 20 s 13 | Q    |
| 2    | Konstadinos Kederis | Grèce             | 20 s 14 | Q    |
| 3    | Ato Boldon          | Trinité-et-Tobago | 20 s 28 | Q    |
| 4    | Shingo Suetsugu     | Japon             | 20 s 37 | Q    |
| 5    | Marcin Urbaś        | Pologne           | 20 s 43 |      |
| 6    | Geir Moen           | Norvège           | 20 s 65 |      |
| 7    | Antoine Boussombo   | Gabon             | 20 s 71 |      |
| 8    | Heber Viera         | Uruguay           | 20 s 97 |      |

#### Quart de Finale 2
| Rang | Athlètes         | Pays                       | Temps   | Note |
| ---- | ---------------- | -------------------------- | ------- | ---- |
| 1    | Obadele Thompson | Barbade                    | 20 s 16 | Q    |
| 2    | Coby Miller      | États-Unis                 | 20 s 37 | Q    |
| 3    | Kim Collins      | Saint-Christophe-et-Niévès | 20 s 47 | Q    |
| 4    | Kōji Itō         | Japon                      | 20 s 56 | Q    |
| 5    | Dwight Thomas    | Jamaïque                   | 20 s 58 |      |
| 6    | Petko Yankov     | Bulgarie                   | 20 s 75 |      |
| 7    | Venancio José    | Espagne                    | 20 s 79 |      |
| 8    | Uchenna Emedolu  | Nigeria                    | 20 s 93 |      |

#### Quart de Finale 3
| Rang | Athlètes             | Pays        | Temps   | Note |
| ---- | -------------------- | ----------- | ------- | ---- |
| 1    | John Capel           | États-Unis  | 20 s 13 | Q    |
| 2    | Christian Malcolm    | Royaume-Uni | 20 s 19 | Q    |
| 3    | Claudinei da Silva   | Brésil      | 20 s 24 | Q    |
| 4    | Tommi Hartonen       | Finlande    | 20 s 47 | Q    |
| 5    | Joseph Batangdon     | Cameroun    | 20 s 55 |      |
| 6    | Alessandro Cavallaro | Italie      | 20 s 69 |      |
| 7    | Patrick Johnson      | Australie   | 20 s 87 |      |
| 8    | Renward Wells        | Bahamas     | 21 s 26 |      |

#### Quart de Finale 4
| Rang | Athlètes             | Pays        | Temps   | Note |
| ---- | -------------------- | ----------- | ------- | ---- |
| 1    | Floyd Heard          | États-Unis  | 20 s 24 | Q    |
| 2    | Christopher Williams | Jamaïque    | 20 s 25 | Q    |
| 3    | Francis Obikwelu     | Nigeria     | 20 s 33 | Q    |
| 4    | Stéphane Buckland    | Maurice     | 20 s 53 | Q    |
| 5    | Oumar Loum           | Sénégal     | 20 s 60 |      |
| 6    | Ánninos Markoullídis | Chypre      | 20 s 71 |      |
| 7    | Marlon Devonish      | Royaume-Uni | 20 s 82 |      |

#### Premier Tour 1
| Rang | Athlètes          | Pays    | Temps   | Note |
| ---- | ----------------- | ------- | ------- | ---- |
| 1    | Francis Obikwelu  | Nigeria | 20 s 76 | Q    |
| 2    | Stéphane Buckland | Maurice | 20 s 81 | Q    |
| 3    | Renward Wells     | Bahamas | 20 s 95 | Q    |
| 4    | John Etzgaard     | Norvège | 21 s 00 |      |
| 5    | Sayon Cooper      | Liberia | 21 s 10 |      |
| 6    | Albert Agyemang   | Ghana   | 21 s 22 |      |
| 7    | Dilon Jones       | Belize  | 22 s 20 |      |

#### Premier Tour 2
| Rang | Athlètes       | Pays       | Temps   | Note |
| ---- | -------------- | ---------- | ------- | ---- |
| 1    | Floyd Heard    | États-Unis | 20 s 68 | Q    |
| 2    | Kōji Itō       | Japon      | 20 s 75 | Q    |
| 3    | Tommi Hartonen | Finlande   | 20 s 82 | Q    |
| 4    | Petko Yankov   | Bulgarie   | 20 s 91 |      |
| 5    | Darryl Wohlsen | Australie  | 20 s 98 |      |
| 6    | Pierre Browne  | Canada     | 21 s 28 |      |
| 7    | Ahmed Saleh    | Yémen      | 30 s 36 |      |

#### Premier Tour 3
| Rang | Athlètes           | Pays                       | Temps   | Note |
| ---- | ------------------ | -------------------------- | ------- | ---- |
| 1    | Ato Boldon         | Trinité-et-Tobago          | 20 s 52 | Q    |
| 2    | Kim Collins        | Saint-Christophe-et-Niévès | 20 s 52 | Q    |
| 3    | Marcin Urbaś       | Pologne                    | 20 s 62 | Q    |
| 4    | Geir Moen          | Norvège                    | 20 s 76 | q    |
| 5    | Gideon Jablonka    | Israël                     | 20 s 92 |      |
| 6    | Gennadiy Chernovol | Kazakhstan                 | 20 s 95 |      |

#### Premier Tour 4
| Rang | Athlètes         | Pays                      | Temps   | Note |
| ---- | ---------------- | ------------------------- | ------- | ---- |
| 1    | Coby Miller      | États-Unis                | 20 s 49 | Q    |
| 2    | Darren Campbell  | Royaume-Uni               | 20 s 71 | Q    |
| 3    | Uchenna Emedolu  | Nigeria                   | 20 s 87 | Q    |
| 4    | Ahmed Douhou     | Côte d'Ivoire             | 20 s 98 |      |
| 5    | Ricardo Williams | Jamaïque                  | 21 s 09 |      |
| 6    | Julieon Raeburn  | Trinité-et-Tobago         | 21 s 21 |      |
| 7    | Keita Cline      | Îles Vierges britanniques | 21 s 42 |      |

#### Premier Tour 5
| Rang | Athlètes             | Pays                | Temps   | Note |
| ---- | -------------------- | ------------------- | ------- | ---- |
| 1    | Konstadinos Kederis  | Grèce               | 20 s 57 | Q    |
| 2    | Anninos Marcoullides | Chypre              | 20 s 83 | Q    |
| 3    | Marlon Devonish      | Royaume-Uni         | 20 s 89 | Q    |
| 4    | André Domingos       | Brésil              | 20 s 95 |      |
| 5    | Aleksandr Ryabov     | Russie              | 21 s 02 |      |
| 6    | Marian Vanderka      | Slovaquie           | 21 s 28 |      |
| 7    | Ali Khamis Rasheed   | Émirats arabes unis | 21 s 93 |      |
| 8    | Christie Van Wyk     | Namibie             | 46 s 57 |      |

#### Premier Tour 6
| Rang | Athlètes             | Pays     | Temps   | Note |
| ---- | -------------------- | -------- | ------- | ---- |
| 1    | Christopher Williams | Jamaïque | 20 s 45 | Q    |
| 2    | Shingo Suetsugu      | Japon    | 20 s 60 | Q    |
| 3    | Venancio José        | Espagne  | 20 s 95 | Q    |
| 4    | Martin Lachkovics    | Autriche | 21 s 00 |      |
| 5    | Andrew Tynes         | Bahamas  | 21 s 00 |      |
| 6    | Jimmy Pino           | Colombie | 21 s 42 |      |
| 7    | Pascal Dangbo        | Bénin    | 21 s 54 |      |
| 8    | Maqsood Ahmed        | Pakistan | 21 s 70 |      |

#### Premier Tour 7
| Rang | Athlètes            | Pays                   | Temps   | Note |
| ---- | ------------------- | ---------------------- | ------- | ---- |
| 1    | Obadele Thompson    | Barbade                | 20 s 69 | Q    |
| 2    | Joseph Batangdon    | Cameroun               | 20 s 70 | Q    |
| 3    | Antoine Boussombo   | Gabon                  | 20 s 78 | Q    |
| 4    | Matthew Shirvington | Australie              | 20 s 91 | q    |
| 5    | Carlos Gats         | Argentine              | 21 s 15 |      |
| 6    | Ricardo Roach       | Chili                  | 21 s 20 |      |
| 7    | Ezra Sambu          | Kenya                  | 21 s 23 |      |
| 8    | Sherwin James       | République dominicaine | 22 s 40 |      |

#### Premier Tour 8
| Rang | Athlètes              | Pays            | Temps   | Note |
| ---- | --------------------- | --------------- | ------- | ---- |
| 1    | John Capel            | États-Unis      | 20 s 49 | Q    |
| 2    | Christian Malcolm     | Royaume-Uni     | 20 s 52 | Q    |
| 3    | Alessandro Cavallaro  | Italie          | 20 s 58 | Q    |
| 4    | Heber Viera           | Uruguay         | 20 s 82 | q    |
| 5    | Patrick Johnson       | Australie       | 20 s 88 | q    |
| 6    | Anastásios Goúsis     | Grèce           | 21 s 10 |      |
| 7    | Salem Mubarak al-Yami | Arabie saoudite | 21 s 18 |      |

#### Premier Tour 9
| Rang | Athlètes           | Pays               | Temps   | Note |
| ---- | ------------------ | ------------------ | ------- | ---- |
| 1    | Claudinei da Silva | Brésil             | 20 s 70 | Q    |
| 2    | Dwight Thomas      | Jamaïque           | 20 s 85 | Q    |
| 3    | Oumar Loum         | Sénégal            | 20 s 87 | Q    |
| 4    | Paul Brizzel       | Irlande            | 20 s 98 |      |
| 5    | Mohamed al-Houti   | Oman               | 21 s 19 |      |
| 6    | Dominic Demeritte  | Bahamas            | 21 s 47 |      |
| 7    | Joseph Loua        | Guinée             | 21 s 60 |      |
| 8    | N'Kosie Barnes     | Antigua-et-Barbuda | 21 s 82 |      |

## Légende
Records et Performances
- AR : Record continental (area record)
- CR : Record des championnats (championship record)
- MR : Record du meeting (meet record)
- NR : Record national (national record)
- OR : Record olympique (olympic record)
- PR : Record paralympique (paralympic record)
- PB : Record personnel (personal best)
- SB : Meilleure performance personnelle de la saison (season's best)
- WL : Meilleure performance mondiale de l'année (world leader)
- WJR : Record du monde junior (world junior record)
- WR : Record du monde (world record)

Circonstances et Conditions
- DNF : N'a pas terminé (did not finish)
- DNS : N'a pas pris le départ (did not start)
- DQ : Disqualification (disqualification)
- NM : Aucun essai valable enregistré (No Mark)
- Q : Qualifié « directement » au prochain tour (ou à la prochaine compétition), lors d'une compétition majeure, grâce au classement ou à la réalisation des minima (automatic qualifier)
- q : Qualifié au prochain tour (ou à la prochaine compétition), lors d'une compétition majeure, grâce au repêchage ou à la réalisation de l'une des meilleures performances parmi celles des « non qualifiés directement » (grâce au meilleur temps ou à la meilleure distance par exemple) (secondary qualifier)